# Halvor Næs
Halvor Næs (* 19. April 1928 in Trysil; † 13. Oktober 2022 ebenda) war ein norwegischer Skispringer.
Bei den Olympischen Winterspielen 1952 in Oslo sprang er von der Normalschanze auf 63,5 und 64,5 Meter. Mit 216,5 Punkten belegte Næs den vierten Platz, den er sich mit dem Deutschen Toni Brutscher teilte.
Mit 877,5 Punkten wurde Næs bei der ersten Vierschanzentournee im Jahr 1953 Zweiter. In jenem Jahr gewann er das Springen in Bischofshofen mit 228,0 Punkten.
1957 wurde Næs Norwegischer Meister von der Normalschanze. 1960 gehörte er erneut zum Aufgebot für die Olympischen Spiele. Bei den Winterspielen 1960 in Squaw Valley sprang er von der Normalschanze auf den 11. Platz. Zudem gewann er 1960 und 1961 noch einmal die Bronzemedaille bei den Norwegischen Meisterschaften von der Normalschanze.
Næs erhielt 1964 die Holmenkollen-Medaille, die höchste norwegische Auszeichnung im Skisport, die in jenem Jahr ebenfalls an die Finnen Veikko Kankkonen und Eero Mäntyranta sowie an den Deutschen Georg Thoma verliehen wurde.
Sein Sohn Bjarne (* 1955) war ebenso Skispringer.

## Erfolge

### Schanzenrekorde
| Ort           | Land       | Weite              | aufgestellt am  | Rekord bis     |
| ------------- | ---------- | ------------------ | --------------- | -------------- |
| Bischofshofen | Österreich | 94,0 m (HS: 140 m) | 11. Januar 1953 | 6. Januar 1960 |